# پاتوس (شهر)
پاتوس (به لاتین: Patos) یک شهر در آلبانی است که در Patos واقع شده‌است.